# Andoma (rivière)
Pour les articles homonymes, voir Andoma.
L'Andoma est une rivière du Nord-ouest de l'oblast de Vologda, en Russie. Elle prend sa source dans le lac Groptozero et coule jusqu'au lac Onega. Elle est longue de 156 km et son bassin versant a une superficie de 2 570 km2.